# Chorągiew husarska prywatna Mikołaja Wejhera
Chorągiew husarska prywatna Mikołaja Wejhera – prywatna chorągiew husarska koronna I połowy XVII wieku, okresu wojen ze Szwedami i Rosją.
Szefem tej chorągwi był wojewoda chełmiński i starosta radzyński, Mikołaj Wejher herbu własnego. Chorągiew wzięła udział w wojnie polsko-szwedzkiej 1626 – 1629.